# Старынкевич, Иван Александрович
Иван Александрович Старынкевич (1785—19 марта 1846) — последний директор московского Благородного пансиона (1830), первый директор Московского дворянского института (1833) и 2-й московской гимназии.

## Биография
Родился в семье протоиерея. В службу вступил 28 мая 1804 года из студентов Московского университета; 28 апреля 1809 года был определён на должность стряпчего уголовных дел Могилёвской губернии. С марта по октябрь 1811 года служил в Департаменте министерства юстиции, а с 21 октября — в Департаменте внешней торговли. 
30 июня 1815 года в числе шести чиновников был направлен к генерал-фельдмаршалу Барклаю-де-Толли, а в 1817 году — в Ковенскую таможню, а затем — в Таганрогскую.
23 мая 1819 года пожалован орденом Св. Анны 3-й степени. 
18 декабря 1820 года в Таганроге у Ивана Александровича и его жены Надежды Антоновны родился первый сын, которого назвали Сократом. 
С 5 января 1824 года — управляющий Юрбургской таможней. 31 декабря 1825 года пожалован орденом св. Владимира 4-й степени. 22 марта 1826 года перемещён в Петропавловскую таможню, но 26 апреля был уволен по собственному прошению.
Новый московский период жизни начался со службы в типографии московского университета, при оставлении которой был назначен 12 ноября 1830 года директором университетского Благородного пансиона, вскоре преобразованного в гимназию; 22 мая 1831 года был пожалован в статские советники. С принятием решения об открытии 2-й Московской гимназии И. А. Старынкевич был назначен её первым директором.